# 吉良持清
吉良 持清（きら もちきよ）は、室町時代後期から戦国時代にかけての武将。後期東条吉良（下吉良）氏6代当主。三河国東条城主。
幼少期に父・吉良義藤が没したと伝わる。このため、松平氏の一族で青野松平家・松平義春が後見したというが信憑性に乏しい。後年、吉良義昭が松平元康と戦って敗れ、東条城に義春の孫・松平家忠が入ったことから創られた伝説と思われる。また、これとは別に元康の祖父で義春の甥にあたる松平清康が持清の偏諱を受けたとする説がある。
西条吉良（上吉良）氏の当主が常は京都に住していたのに対して、下吉良家の当主は通常は在国し、稀に上洛するという形をとっていたが、持清の場合、記録に残るのは永正6年（1509年）12月3日に上洛して10代将軍・足利義稙に年始の祝儀として太刀一腰を献上している。この時は左京大夫と呼ばれている。
在京の折に冷泉為和に歌道を学んでいたらしく、大永2年（1522年）に為和を東条城に招いている。為和はその書『為和卿記』に同年10月4日、東条城にて詠んだ歌を載せている。
享禄年間（1528年 - 1531年）に為和は知行地のある駿河国に下向、今川氏の庇護を受ける。天文2年（1533年）に為和は三河を通って上洛するが、その際には吉良のことを何も記していない。前年に持清が没していたためと思われる。

## その他
- 松平清康の子・広忠が持清の子・持広の援助を受けて偏諱を受けていることから、「清」の1字は持清が与えたものと推測される（ただし、清康と持清に接点があったとする史実は確認されておらず、確証性に欠ける）。